# Software libre en educación
El software libre está siendo implementado en la educación, tanto en las etapas obligatorias como postobligatorias. Entre los factores que soportan su implementación encontramos el ahorro económico y la adaptación a las necesidades concretas de la comunidad educativa. 
En el ámbito de la educación superior encontramos un número importante de universidades que han incorporado el software libre. RuSL nos muestra la clasificación de universidades en función de su compromiso en el uso, difusión y creación del software libre.

## Características
Cualquier software libre de e-learning debería tener cuatro características básicas, e imprescindibles:
- Interactividad: conseguir que la persona que está usando la plataforma tenga conciencia de que es el protagonista de su formación.
- Flexibilidad: conjunto de funcionalidades que permiten que el sistema de e-learning tenga una adaptación fácil en la organización donde se quiere implantar, en relación con la estructura institucional, los planes de estudio de la institución y, por último, a los contenidos y estilos pedagógicos de la organización.
- Escalabilidad: capacidad de la plataforma de e-learning de funcionar igualmente con un número pequeño o grande de usuarios.
- Estandarización: Posibilidad de importar y exportar cursos en formatos estándar como SCORM.

## Software pedagógico de calidad
El uso del software libre en educación se basa en argumentos pragmáticos y sociales. Los argumentos pragmáticos se refieren a circunstancias económicas y técnicas: 
- Desde el punto de vista técnico, la calidad del software libre es mayor, ya que supone la participación de un grupo más amplio de colaboradores. Estos pueden detectar y corregir, de manera ágil y rápida, cualquier imprevisto que afecte al funcionamiento del software.[2]

- Con respecto a la cuestión económica, los costes de adquisición y distribución se reducen. Por eso, las administraciones pueden dedicar sus esfuerzos presupuestarios a otras necesidades. Este hecho supone que:[3] en primer lugar, la brecha económica de quienes no pueden acceder a software propietario se reduce, porque docentes y estudiantes comparten el mismo software.[4] En segundo lugar, la duración de los proyectos educativos se puede extender en el tiempo, porque no se depende de decisiones corporativas en relación con la continuidad de su software.

El concepto de educación de Richard Stallman refuerza los argumentos sociales: por medio del empleo de software libre, los estudiantes aprenden la importancia de valores alejados del mercantilismo, y que tienen mucha trascendencia social, como la cooperación y la solidaridad.

## Tipos de software libre utilizados en educación
Existen numerosos recursos de software libre para facilitar el proceso enseñanza-aprendizaje. Desde la creación de un aula virtual para el contacto docente-alumno hasta software multimedia y ofimática. Cabe destacar la variedad de recursos informáticos para la realización de actividades para aumentar así la motivación del alumnado y que el aprendizaje sea más significativo. A continuación se detallan varios tipos de software en educación:

### Aulas virtuales
En primer lugar, el aula virtual es una herramienta que brinda las posibilidades de llevar a cabo el proceso de enseñanza en línea a través del uso de las tecnologías de la información y la comunicación. Estas permiten crear un espacio de trabajo en línea donde se pueden realizar numerosas actividades y se puede interactuar tanto con el docente como con los alumnos. A través de las aulas virtuales los docentes pueden compartir información mediante documentos, vídeos o imágenes. La comunicación también se puede llevar a cabo a través de la misma por medio de chats, foros o correo electrónico. Otra de las características de las aulas virtuales es que se puede acceder a ella desde cualquier parte del mundo y a cualquier hora sin restricciones. Algunos ejemplos son Moodle, ATutor y  Claroline entre otros.

### Diseño
Conjunto de herramientas de software orientadas fundamentalmente, pero no exclusivamente, al diseño de objetos, piezas y componentes, la fabricación y el análisis asistidos por computadora en los ámbitos técnico, científico y artístico. Blender y K-3D son ejemplos de este tipo.

### Multimedia
El sistema de representación multimedia utiliza múltiples medios de expresión físicos y/o digitales electrónicos para presentar o comunicar información, a través de textos, fotografías, imágenes de video o sonido, que generalmente se usan con propósito de educar o de entretener. Este se divide en tres grandes grupos y cada uno de ellos se limita a trabajar en campos de actuación relacionados con las imágenes, el audio y el vídeo.
Existe una amplia variedad de software en relación con cada campo, como GIMP y Inkscape para la edición de imágenes, Audacity y CDex en la edición de audio y CamStudio y Bongo en la edición de vídeo.

### Ofimática
Es el conjunto de técnicas, aplicaciones y herramientas informáticas que se utilizan para optimizar, automatizar y mejorar los procedimientos o tareas que se realizan en una oficina. Las herramientas de software específico de ofimática permiten idear, crear, manipular, transmitir y almacenar información necesaria en una oficina. Como LibreOffice y OpenOffice.

### Editores de actividades educativas
Son aplicaciones y sistemas que permiten crear actividades educativas atractivas para un mejor manejo de la temática de estudio, esta forma de aprender permite que la figura del docente interactúe, a través de un software con el alumnado. Estos editores además de permitir  la creación de recursos didácticos en formato digital y su posterior publicación en diferentes formatos o plataformas ayudan a impulsar estrategias en la resolución de situaciones por descubrimiento, fomentando el desarrollo del usuario y haciéndoles partícipes en el proceso de enseñanza aprendizaje.